# Аладжян, Марат Минасович
Марат Аладжян (арм. Մարատ Հալաջյան; 27 декабря 1920, Ереван — 26 мая 1971, там же) — советский и армянский диктор, актёр. Заслуженный артист Армянской ССР (1967), участник Великой Отечественной войны. Один из первых ведущих голосов армянского радио и телевидения послевоенных лет.

## Биография
Родился 27 декабря 1920 года в Ереване. В 1940 году окончил Ереванскую театральную студию-институт (ныне — Ереванский государственный институт театра и кино) и начал карьеру в Арташатском драматическом театре.
С началом Великой Отечественной войны в 1941 году добровольно ушёл на фронт. Во время блокады Ленинграда командовал сапёрным отрядом. Был тяжело ранен 30 октября 1942 года и демобилизован в 1943 году.
По совету актёра Грачьи Нерсисяна в 1945 году поступил на работу в Армянское радио и телевидение, где работал диктором и редактором. Его голос звучал в самых ответственных трансляциях — официальных сообщениях, праздничных репортажах, художественных произведениях. Озвучивал документальные и художественные фильмы, включая «Саят-Нова» Сергея Параджанова.
Был членом Театрального общества Армении и Союза журналистов СССР (с 1969 года). Его новеллы и рассказы публиковались в республиканской и союзной печати.
Скончался 26 мая 1971 года в Ереване в возрасте 50 лет.

## Избранная Фильмография
- Цвет Граната (1968)
- Ширакские мелодии
- Поэма героизма

## Избранная библиография
- Серенада меланхолии
- Незабываемые героические дни

## Семья
- Дочь — Карине Аладжян, известная армянская радиоведущая.
- Сын — Карен Аладжян, руководитель радиостанции.
- Брат — Давид Аладжян, армяно-швейцарский композитор.

## Награды и звания
- Заслуженный артист Армянской ССР (1967)
- Орден Красной Звезды (1946)
- Медали и почётные грамоты Министерства культуры Армянской ССР и Всесоюзного радио

## Память
На доме по Улица Езника Кохбаци в Ереване, где жил Марат Аладжян, установлена мемориальная доска  

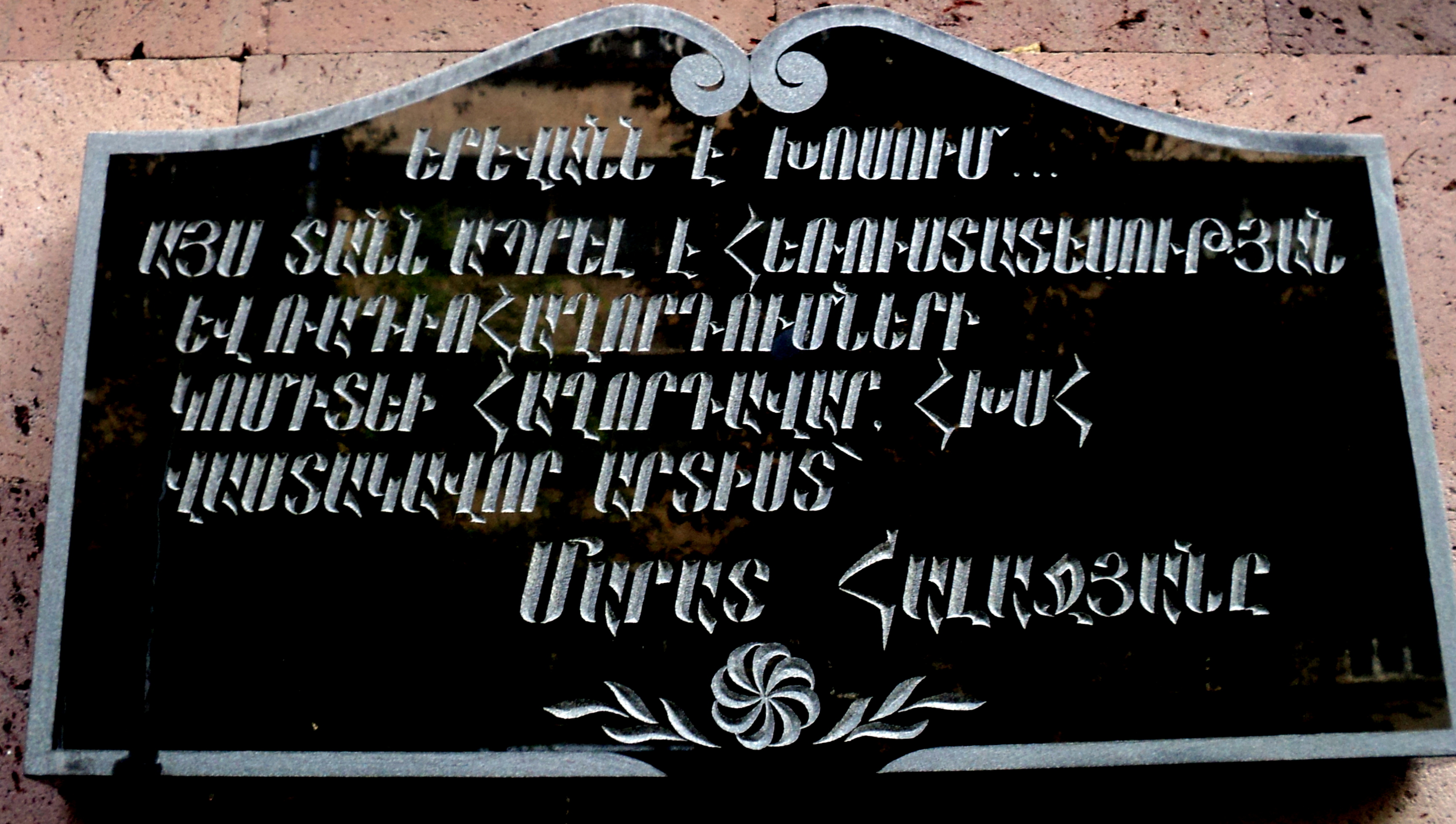
Памятная табличка на доме в Ереване